# 멤피스 그리즐리스
멤피스 그리즐리스(영어: Memphis Grizzlies)는 미국 테네시주 멤피스를 연고지로 하는 NBA 서부 콘퍼런스 사우스웨스트 디비전 소속 프로농구 팀이다.
1995년 NBA의 캐나다 진출 정책의 일환으로 캐나다 브리티시컬럼비아주 밴쿠버를 연고지로 하는 밴쿠버 그리즐리스(영어: Vancouver Grizzlies)에서 창단했다. 6년 뒤인 2001년 연고지를 미국 테네시주 멤피스로 옮겼다. 샬럿 호네츠와 함께 한동안 리그, 콘퍼런스, 디비전 우승 경험이 없었다. 2019년 NBA 드래프트에서 2순위 지명권을 행사하여 머레이 주립대의 가드 자 모란트를 지명하였다. 이후 자 모란트를 중심으로 구단을 운영하여 2022년에는 구단 역사상 첫 디비전 우승을 달성하였다.

## 역대 홈경기장

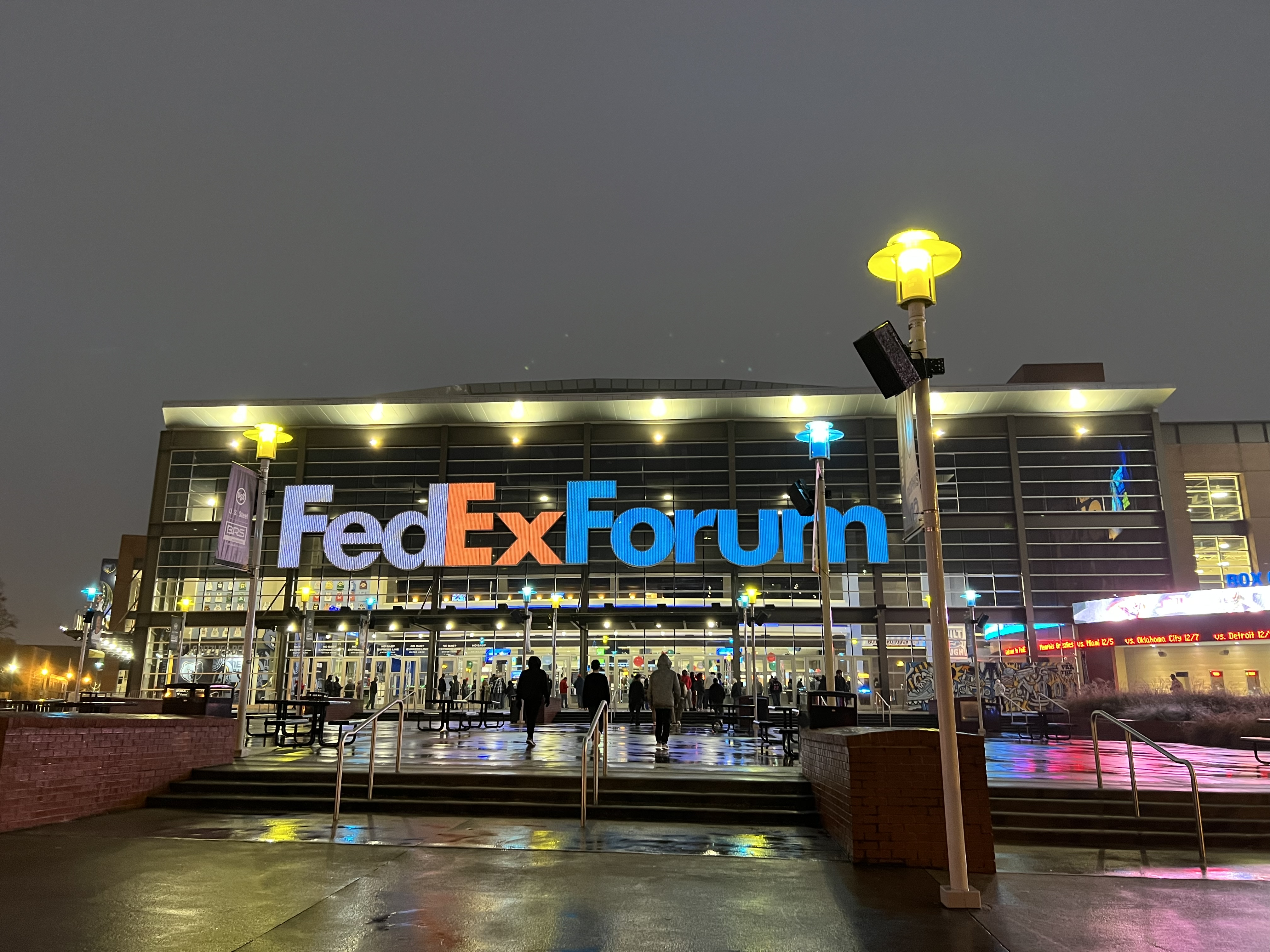
멤피스 그리즐리스의 홈경기장인 경기장 페덱스 포럼

| 경기장            | 사용기간      | 수용인원 | 장소            | 비고 |
| ----------------- | ------------- | -------- | --------------- | ---- |
| 멤피스 그리즐리스 |               |          |                 |      |
| 피라미드 아레나   | 2001년~2004년 | 20,142명 | 테네시주 멤피스 | 빈칸 |
| 페덱스 포럼       | 2004년~현재   | 17,794명 | 테네시주 멤피스 | 빈칸 |

## 영구 결번
| 번호              | 이름      | 포지션 | 활동 기간     | 비고                           |
| ----------------- | --------- | ------ | ------------- | ------------------------------ |
| 멤피스 그리즐리스 |           |        |               |                                |
| 6                 | 빌 러셀   | 센터   | 빈칸          | NBA 최초로 전 구단 영구결번됨. |
| 9                 | 토니 앨런 | 가드   | 2010년~2017년 | 빈칸                           |
| 33                | 마크 가솔 | 센터   | 2008년~2019년 | 빈칸                           |
| 50                | 잭 랜돌프 | 포워드 | 2009년~2017년 | 빈칸                           |
| 빈칸              | 돈 포이어 | 빈칸   | 1995년~2005년 | 아나운서                       |

## 라이벌
- 로스앤젤레스 클리퍼스
- 오클라호마시티 선더
- 샌안토니오 스퍼스

## 같이 보기
- 멤피스 사운즈(ABA)